# Poeae
Poeae es una tribu de hierbas de la familia Poaceae. El género tipo es: Poa L. Tiene las siguientes subtribus.

## Subtribus
- Agrostidinae
- Airinae
- Alopecurinae
- Ammochloinae
- Aveninae
- Brizinae
- Cinninae
- Coleanthinae
- Cynosurinae
- Dactylidinae
- Loliinae
- Miborinae
- Miliinae
- Parapholiinae
- Phalaridinae
- Poinae
- Puccinelliinae
- Scolochloinae
- Scribneriinae
- Sesleriinae
- Torreyochloinae